# بایتن
بایتن (به انگلیسی: Byton) یک شرکت خودروسازی چینی است، که در سال ۲۰۱۶ تأسیس شد.